# Petrogalli Oszkár
Petrogalli Oszkár (Arad, 1877. október 4. – Besztercebánya, 1925. február 4.) ügyvéd, politikus, országgyűlési képviselő, újságíró.

## Élete
Apja Petrogalli Artúr természettudós, anyja Hülley Lujza. A trencséni gimnáziumban tanult, majd a Budapesti Egyetemen szerzett jogi diplomát. Ezt követően 1922-ig Besztercebányán lett ügyvéd, ahol a helybeli Figyelőt is szerkesztette. 1906-1910 között a Függetlenségi Párt országgyűlési képviselője volt. 
A csehszlovák államfordulat után hónapokig börtönben tartották fogva. A szlovákiai magyar politikai élet egyik szervezője, fő törekvése a szlovákiai magyar politikai erők egységének megteremtése volt. 1922-től a losonci székhelyű Szövetkezett Ellenzéki Pártok Központi Irodájának vezetője és a Prágai Magyar Hírlap főszerkesztője volt. Elhunyt 1925. február 4-én déli 1 órakor, örök nyugalomra helyezték 1925. február 7-én délután a római katolikus egyház szertartásai szerint.

## Főbb művei
- Az illetőség jogvitája Szlovenszkó és Ruszinszkóban. Petrogalli Oszkár, Dérer Iván és Kamarás József vonatkozó jogi fejtegetéseivel; szerk. Alapy Gyula; Komáromi Lapok, Komárom, 1924
- Mankón járó demokrácia. Írások, beszédek, nyilatkozatok; összeáll., szerk., jegyz., előszó Filep Tamás Gusztáv; Fórum Kisebbségkutató Intézet, Somorja, 2018 (Fontes historiae Hungarorum)